# Stanisław Ślesicki
Stanisław Piotr Ślesicki (ur. 18 stycznia 1913 w Cierpigorzu, zm. 15 września 2015) – podpułkownik Wojska Polskiego, adwokat, uczestnik kampanii wrześniowej, Honorowy Obywatel Mławy.

## Życiorys
W latach 1931–1935 studiował na Wydziale Prawa Uniwersytetu Warszawskiego. Na stopień podporucznika został mianowany ze starszeństwem z 1 stycznia 1938 i 2413. lokatą w korpusie oficerów rezerwy piechoty.
W czasie kampanii wrześniowej 1939 walczył na stanowisku dowódcy III plutonu 8. kompanii 80 pułku piechoty. Wziął udział w bitwie pod Mławą, a podczas odwrotu 80 pułku piechoty w kierunku Płońska jego oddział stanowił część straży tylnej. Następnie brał udział w obronie Warszawy. Był jeńcem niemieckich oflagów w Itzehoe, Sandbostel, Lubece i Dössel.

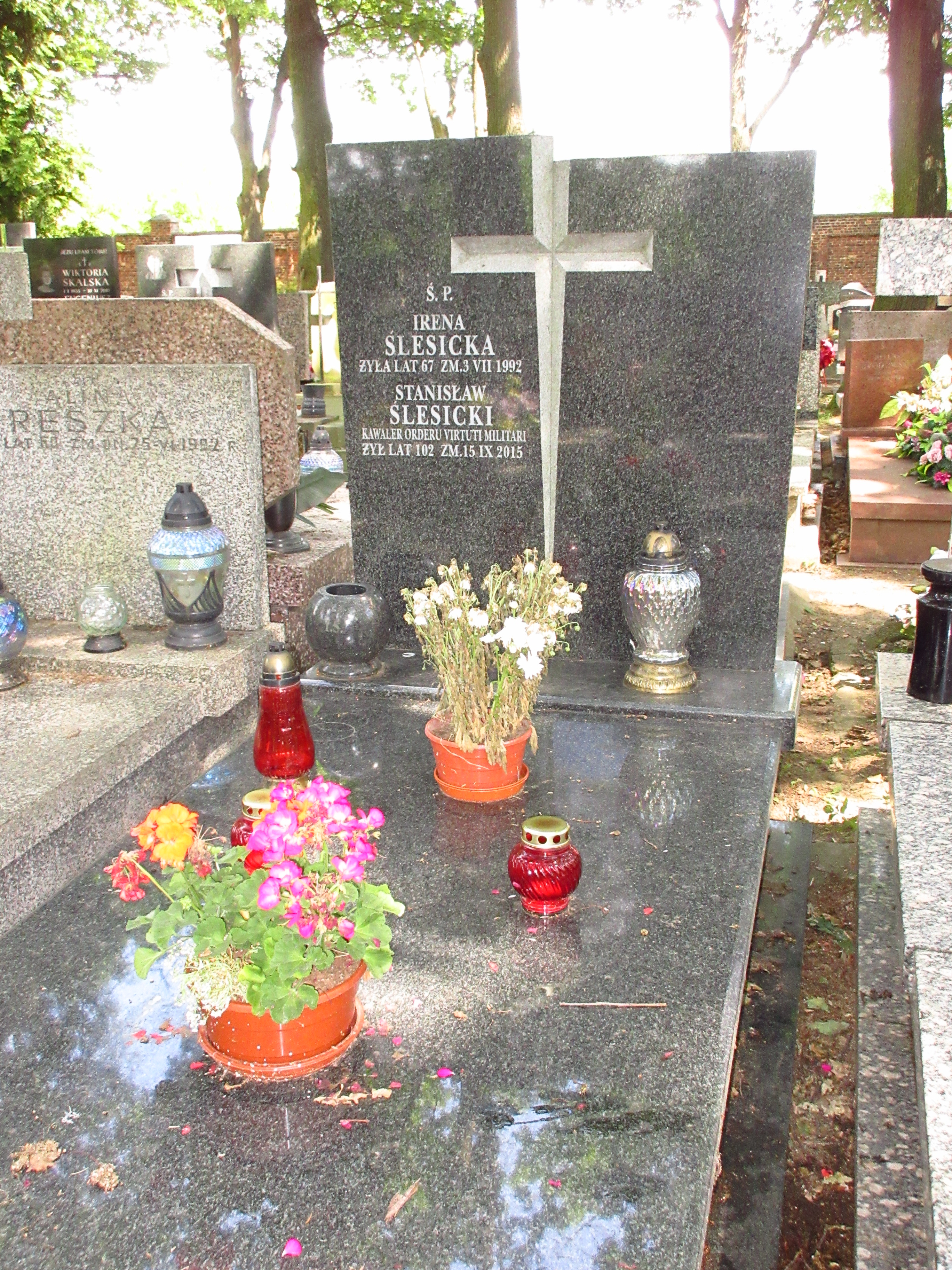
Grób Stanisława Ślesickiego na Cmentarzu Bródnowskim

Po wojnie pracował między innymi jako prawnik w Polskiej Misji Repatriacyjnej i radca prawny w Ministerstwie Kultury PRL. Zmarł  15 września 2015 i został pochowany na cmentarzu Bródnowskim w Warszawie (kwatera 114U-9-7).

## Wybrane odznaczenia[1]
- Order Wojenny Virtuti Militari V klasy
- Krzyż Oficerski Orderu Odrodzenia Polski
- Medal „Pro Memoria”
- Odznaka Samorządowa „Adwokatura Zasłużonym”
- Medal Pamiątkowy „Pro Masovia”[6]